# Хептан
Хептан /C7H16/ е седмият член от реда на алканите с относителна плътност 0,68, т.к. 98,4 0С. Съдържа се в нефта.

## Химическа структура
Представлява правоверижен алкан с химическа формула CH3-CH2-CH2-CH2-CH2-CH2-CH3. Има девет изомера с разклонена верига (ако се броят и енантиомерите – единадесет).

## Употреба

### За лабораторни цели
Правоверижният хептан и изомерите му се използват за лабораторни цели като неполярен разтворител. Течен в широки температурни граници и слабо активен химически при нормални условия, той е много удобен за транспорт и съхранение.
Една от употребите му е при пробата на „мазното петно“. Чрез нея се установява предишно наличие на органични компоненти върху мазна хартия. Листът хартия се потапя в хептан за около половин минута, при което мазнината се разтваря.
Използва се за различаване на воден разтвор на бром от воден разтвор на йод. И двата разтвора са кафяви, но при прибавяне на хептан йодът се разтваря в него и придобива виолетов цвят, а бромът остава кафяв.

## Октанова скала
Правоверижният хептан е нулевата точка на октановата скала. Избран е, тъй като правоверижен хептан с много висока чистота може да бъде получен чрез дестилиране на смола от бор на Джефри, или от плода на Pittosporum resiniferum. Произведените чрез рафиниране на петрол хептан и октан са смес от изомери, и не дават толкова точна отправна стойност.